# Guantánamo (prowincja)
Guantánamo – najdalej na wschód położona prowincja Kuby. Jej stolicą jest Guantánamo. 
Najsłynniejszym obiektem znajdującym się na terenie prowincji jest amerykańska baza wojskowa. 
Tworząca się przez wieki mieszanka etniczna przesądza o odmiennym od innych charakterze prowincji. Z początku zamieszkana przez osadników z Katalonii, potem również przez Szkotów i Irlandczyków w końcu zasiedlona również przez Francuzów z Haiti. 
Północ prowincji jest jednym z najwilgotniejszych regionów kraju. Porastają ją lasy deszczowe. Południe należy do najbardziej upalnych i suchych.
Prowincja dzieli się na dziesięć gmin:
1. Baracoa
2. Caimanera
3. El Salvador
4. Guantánamo
5. Imías
6. Maisí
7. Manuel Tames
8. Niceto Pérez
9. San Antonio del Sur
10. Yateras